# 鉄塔
鉄塔（てっとう、英語: Lattice tower）は、鉄製の骨組み構造から構成される細長い建造物である。特に送電鉄塔は基礎が各脚に設けられトラス構造が特徴であり、基礎が一体型の「鉄柱」とは区別される場合もある（本項では「鉄柱」に分類されるものについても記す）。
一体型送電線やアンテナの支持（携帯電話などの基地局、放送局の送信所など）、気象の観測、灯台、消防の望楼などに用いられる。放送用の大型の鉄塔はデザインにも配慮して作られ、場所によっては観光地となっている所もある。
エレベータの設置に用いる四角柱型の鉄塔やアマチュア無線のアンテナなど、家庭に設置する目的の製品も存在する。

## 構造
等辺山形鋼（断面がV字型またはL字型の鋼材）または鋼管をボルトなどで接合した構造である。材料の使用量が同じであれば、鋼管の方が高い強度が得られるとされる。また、関西電力でのみ採用されている、内部にコンクリートを充填した鋼管で組まれた鉄塔（MC鉄塔）も存在する。山形鋼・鋼管共に、基本的には溶融亜鉛めっきなどの防錆加工がされている。
送電用鉄塔の場合、各路線の塔番については発電所側1基目をNo.1とし、順々に番号が振られていく。基本的に発電所側を若番、逆側を老番と呼ぶ。4本ある脚については、真上から若番側を下、老番側を上とした四角形で見た場合、右下から時計回りにA脚、B脚、C脚、D脚となる。基本的にはA脚が昇塔脚となり、昇塔用ステップ（全脚に設置されていることもある）やセーフティーレール、セーフティーワイヤーが設置されている。
地面に「基礎」と呼ばれる強固な鋼材、コンクリートなどを埋め込みその上部に鉄製の構造物を固定する。大型のものは地上に露出している部分も鉄筋コンクリートなどで補強することがある。また鉄の腐食を防ぐため、地上から必要な高さまでをコンクリートなどで包むこと（根巻きコンクリート）がされる場合がある。
送電線の支持に用いる場合、最上部に架空地線と呼ばれる電線を設ける。これは避雷針のように架空地線に落雷を誘導して送電線への直撃を防止するのが主な役割だが電磁誘導障害、電波障害を軽減する場合もある。設置については、下部の電力線アームの横開き距離によってとんがり帽子型の天辺に1本か、地線アーム（逆三角形型の最上部アーム）での2本設置かが決まる。最近では電線の中心に通信用光ファイバーを収納した光ファイバ複合架空地線（Optical ground wire, OPGW）を採用するものもある。尚、地線アームを除いた電力線アームについては、基本的には必ず3の倍数の本数となる。これは発電所からの送電が3相交流（1アーム1相）であるためである。
航空法の規定により、昼間障害標識の役割を果たす紅白塗装や、赤色またはストロボ状灯火の航空障害灯などが付けられていることがある。ただし、塗装については航空法の制定以前に建設されたものはこの限りではない。
|                      |                  |                  |                        |
| 鉄塔（高圧送電線用） | 建設中の送電鉄塔 | 紅白塗装送電鉄塔 | 紅白塗装送電鉄塔の内部 |

## 種類
送電線の設置を目的とした鉄塔には次のような種類に分類できる。

### 設置形態による分類
標準鉄塔（ひょうじゅんてっとう）
平坦で障害物のない通常の場所に設置する鉄塔。
特殊鉄塔（とくしゅてっとう）
特殊な場所に設置する鉄塔。長径間鉄塔、海峡越鉄塔または川越鉄塔、撚架鉄塔、分岐鉄塔、引回鉄塔などがある。
懸垂鉄塔（けんすいてっとう）
送電線をがいしを通して垂直に吊り下げるタイプのがいしの鉄塔。
耐張型鉄塔（たいちょうがたてっとう）
送電線ががいしを通して鉄塔の左右から引っ張られる形で接続されている鉄塔。
直線鉄塔（ちょくせんてっとう）
隣接する鉄塔が直線状に並んでいるもの。
角度鉄塔（かくどてっとう）
送電線がその場所で折れ曲がって配置されているもの。
引留鉄塔（ひきとめてっとう）
変電所などで送電線の一方は懸垂、他方は引込み線となっているもの。または変電所などに建つ初番鉄塔や最終鉄塔。
保安鉄塔（ほあんてっとう）
安全を確保するために特別に設けられる鉄塔。

### 形状による分類
四角鉄塔（しかくてっとう）
骨組みの外形が四角錐の形状となっているもの。最も広く使われている。
矩形鉄塔（くけいてっとう）
骨組みの外形が上から見ると長方形（矩形）になっているもの。引っ張られる方向によって強度が違う。都市部・住宅地に多く見られる。
烏帽子型鉄塔（えぼしがたてっとう）
骨組みの上部が下部よりも広がっている形の鉄塔。超高圧送電線、山間部、積雪の多い場所などに用いられる。
門型鉄塔（もんがたてっとう）（ガントリー鉄塔）
骨組みが門型（四角形）に構成され、中空の構造を持つもの。道路、鉄道、水路上などに送電線を設置する際に用いられる。
ドナウ型鉄塔（ドナウがたてっとう）
腕金が2段のみで、どちらかの段が長くなっている設計の鉄塔。通常の鉄塔の腕金の配置は3段 × 2だが、ドナウ型鉄塔は2本の腕金で6本の送電線を支持する。腕金が少ない分鉄塔の高さを抑えられるメリットがある。
モノポール鉄塔（モノポールてっとう）
部材が1本の鋼管柱から成る鉄塔。都市部や住宅地に多く、土地の節約にもなっている。環境調和型鉄塔に分類される（後述）。
環境調和型鉄塔（かんきょうちょうわがたてっとう）（美化鉄柱）
塔体が周囲の景観に配慮して彩色された鉄塔。（水辺では青色、公園や森林では緑色、茶色など。）鋼管柱鉄塔と呼称されるものを含んで様々な鋼材が使用されており、美化鉄柱とも呼ばれる。
|          |              |                            |
| 四角鉄塔 | 烏帽子型鉄塔 | 環境調和型鉄塔（美化鉄柱） |

### 支持形式による分類
自立式鉄塔（じりつしきてっとう）
鉄塔の本体のみで自立する方式。
支線式鉄塔（しせんしきてっとう）
支線（ステー）により保持する方式。支線を広く張るために自立式と比べて広大な用地を必要とするが、自立式よりも少ない材料で建設できる。
ルーフタワー
建物の屋上などに設置する方式。
パンザマスト
数本の鉄製の円筒をつなぎ合わせて柱にしたものである。解体すると全長を短くできる。山間部などで電柱が搬入できない場所や、設置と撤収を繰り返す必要のある場所に用いられる。
クランクアップタワー
筒型に組んだ骨組みを数本入れ子に重ね合わせ、ワイヤー等を組み合わせた機構により伸縮を可能にしたもの。調整時や強風時には全長を短く（頂部を低く）することができる。

## ギャラリー
|                  |                                      |        |
| 携帯電話の基地局 | 呉羽丘陵にあるテレビ・ラジオ送信塔群 | 支線塔 |

## 鉄塔をテーマとした作品

### 書籍
- 『鉄塔 武蔵野線』（銀林みのる著、新潮社、1994年）
- 『鉄塔のひと』（椎名誠著、『鉄塔のひと・その他の短篇』収録、新潮社、1994年）
- 『君と夏が、鉄塔の上』（賽助著、ディスカヴァー・トゥエンティワン、2016年）

### 映画
- 『鉄塔 武蔵野線』（バップ、1997年）